# Blanco Encalada (Argentine)
Pour les articles homonymes, voir Blanco Encalada.
Blanco Encalada est une localité argentine située dans le département de Luján de Cuyo, province de Mendoza.

## Démographie
La localité compte 1 277 habitants (Indec, 2010), soit une augmentation de 185 % par rapport au précédent recensement de 2001 qui comptait 448 habitants.

## Sismologie
La sismicité de la région de Cuyo (centre-ouest de l'Argentine) est fréquente et de très forte intensité, avec un silence sismique de séismes moyens à graves tous les 20 ans.
- Séisme de 1861 : bien que de telles activités géologiques catastrophiques se soient produites depuis la préhistoire, le tremblement de terre du 20 mars 1861, qui a fait 12 000 morts, a marqué une étape importante dans l'histoire des événements sismiques en Argentine, car il s'agit du plus fort tremblement de terre enregistré et documenté dans le pays. Depuis lors, les gouvernements successifs de Mendoza et des municipalités ont fait preuve d'une extrême prudence et ont restreint les codes de construction[1]. Avec le séisme de San Juan du 15 janvier 1944, les gouvernements ont pris conscience de l'énorme gravité chronique des séismes dans la région.
- Séisme de 1920 : d'une intensité de 6,8 sur l'échelle de Richter, il a détruit une partie de ses bâtiments et ouvert de nombreuses fissures dans la région. On dénombre 250 décès dus à la destruction de maisons en adobe[2].
- Séisme de 1929 dans le sud de Mendoza : très grave, et parce qu'aucune mesure préventive n'avait été élaborée, alors que neuf années seulement s'étaient écoulées depuis le précédent, il a tué 30 habitants en raison de l'effondrement de maisons en adobe.
- Séisme de 1985 : un autre épisode grave[3], d'une durée de 9 secondes, qui a entraîné l'effondrement de l'ancien Hospital del Carmen à Godoy Cruz.

## Différend frontalier intraprovincial
En 2005, le département de Las Heras a créé un district qui comprend une zone faisant l'objet d'un différend frontalier avec le département de Luján de Cuyo. Selon le département de Luján et la coutume historique, la localité appartient au district de Las Compuertas depuis sa création, et c'est traditionnellement la municipalité de Luján qui a assuré les services publics dans cette zone. En 2017, la Cour suprême de Mendoza a décidé d'accorder la totalité de la zone contestée à Luján de Cuyo.